# Exorcist II: The Heretic (soundtrack)
Exorcist II: The Heretic is de originele soundtrack, gecomponeerd en gedirigeerd door Ennio Morricone voor de film Exorcist II: The Heretic uit 1977 van John Boorman. Het album werd uitgebracht op 17 juni 1977 door Warner Bros. Records.
In de film The Hateful Eight uit 2015, die eveneens gecomponeerd is door Morricone, werd ook gebruikgemaakt van het nummer "Regan's Theme (Floating Sound)".

## Tracklijst
Alle nummers geschreven door Ennio Morricone.

| 1.                 | Regan's Theme (Finale)               | 2:53 |
| 2.                 | Pazuzu (Theme from Exorcist II)      | 2:47 |
| 3.                 | Interrupted Melody (Suspended Sound) | 2:41 |
| 4.                 | Rite of Magic                        | 2:33 |
| 5.                 | Little Afro-Flemish Mass             | 4:30 |
| 6.                 | Great Bird of the Sky                | 1:31 |
| 7.                 | Magic and Ecstasy                    | 3:00 |
| 8.                 | Seduction and Magic                  | 1:12 |
| 9.                 | Regan's Theme (Floating Sound)       | 2:06 |
| 10.                | Dark Revelation                      | 1:18 |
| 11.                | Night Flight                         | 5:48 |
| 12.                | Interrupted Melody                   | 2:53 |
| 13.                | Exorcism                             | 0:57 |
| Totale duur: 34:59 |                                      |      |

| 1.                 | Regan's Theme (Finale)               | 2:53 |
| 2.                 | Magic and Ecstasy                    | 3:00 |
| 3.                 | Interrupted Melody (Suspended Sound) | 2:41 |
| 4.                 | Rite of Magic                        | 2:33 |
| 5.                 | Little Afro-Flemish Mass             | 4:30 |
| 6.                 | Great Bird of the Sky                | 1:31 |
| 7.                 | Pazuzu (Theme from Exorcist II)      | 2:47 |
| 8.                 | Seduction and Magic                  | 1:12 |
| 9.                 | Regan's Theme (Floating Sound)       | 2:06 |
| 10.                | Dark Revelation                      | 1:18 |
| 11.                | Night Flight                         | 5:48 |
| 12.                | Interrupted Melody                   | 2:53 |
| 13.                | Exorcism                             | 0:57 |
| Totale duur: 34:59 |                                      |      |